# Терехино (Новокузнецький район)
Тере́хино (рос. Терёхино) — селище у складі Новокузнецького району Кемеровської області, Росія. Входить до складу Терсинського сільського поселення.
Стара назва — Терехина.

## Населення
Населення — 494 особи (2010; 497 у 2002).
Національний склад (станом на 2002 рік):
- росіяни — 95 %